# Estanislao de Urquijo y Ussía
Estanislao de Urquijo y Ussía (Madrid, 13 novembre 1872 - Llodio, 15 août 1948), troisième marquis d'Urquijo, est un homme politique et banquier espagnol, député et sénateur aux Cortes de la Restauration.